# Mistrovství Evropy ve fotbale hráčů do 21 let 1998
Mistrovství Evropy ve fotbale hráčů do 21 let 1998 bylo 11. ročníkem tohoto turnaje. Vítězem se stala španělská fotbalová reprezentace do 21 let.

## Kvalifikace
Hlavní článek: Kvalifikace na Mistrovství Evropy ve fotbale hráčů do 21 let 1998
Celkem 46 týmů bylo rozlosováno do devíti skupin po šesti, resp. pěti týmech. Ve skupinách se utkal každý s každým doma a venku. Sedm nejlepších vítězů skupin postoupilo přímo do vyřazovací fáze, zbylí dva vítězové se utkali systémem doma a venku o jedno zbylé místo. Vyřazovací fáze se hrála jednozápasově v pořadatelské zemi.

## Vyřazovací fáze

### Čtvrtfinále
| Tým #1     | Výsledek | Tým #2   |
| ---------- | -------- | -------- |
| Německo    | 0:1      | Řecko    |
| Nizozemsko | 2:1      | Rumunsko |
| Španělsko  | 1:0      | Rusko    |
| Norsko     | 1:0      | Švédsko  |

### Semifinále
| Tým #1    | Výsledek | Tým #2     |
| --------- | -------- | ---------- |
| Řecko     | 3:0      | Nizozemsko |
| Španělsko | 1:0      | Norsko     |

### O 3. místo
| Tým #1     | Výsledek | Tým #2 |
| ---------- | -------- | ------ |
| Nizozemsko | 0:2      | Norsko |

### Finále
| Tým #1 | Výsledek | Tým #2    |
| ------ | -------- | --------- |
| Řecko  | 0:1      | Španělsko |